# Donald Rumsfeld

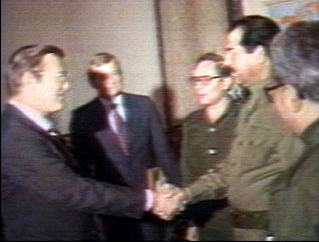
Donald Rumsfeld möter Saddam Hussein i Bagdad 1983.

Donald Henry Rumsfeld, född 9 juli 1932 i Chicago, Illinois, död 29 juni 2021 i Taos, New Mexico, var en amerikansk politiker (republikan) och affärsman. Han var USA:s försvarsminister åren 1975–1977 och 2001–2006.

## Tidig karriär
Rumsfeld studerade vid Princeton University, där han tog en kandidatexamen (B.A.) i statsvetenskap 1954. Efter studierna tog han värvning i amerikanska flottan som pilot. 1958 blev han administrativ assistent åt kongressledamot David Dennison, och året därpå medlem av kongressledamot Robert Griffins stab. Donald Rumsfeld sadlade ett par år om till börsmäklare innan han själv valdes in i representanthuset 1963. 

## Politisk karriär
Rumsfeld blev medlem av Richard Nixons stab 1969 och Nato-ambassadör 1973. När Gerald Ford övertog presidentposten 1974 utsåg han först Rumsfeld till stabschef och ett år senare till försvarsminister – den yngste i USA:s historia. 1977 återvände Donald Rumsfeld till affärsvärlden som verkställande direktör för G.D. Searle & Co fram till 1985 och sedan som verkställande direktör för General Instrument Corporation 1990-1993. 
Under 1980- och 1990-talet var Donald Rumsfeld medlem av ett antal statliga kommissioner med ansvar för försvars- och säkerhetsfrågor, men var inte direkt partipolitiskt aktiv. När George W. Bush blev president 2001 gjorde han Rumsfeld till försvarsminister för andra gången. 

### Försvarsminister 2001–2006
Rumsfeld gjorde sig känd för sin hårda linje i USA:s krig mot terrorismen. Efter tortyrskandalen rörande Abu Ghraib-fängelset i Bagdad krävde många i USA hans avgång och han erbjöd också sin avskedsansökan till president Bush 2004. Bush bad honom dock att stanna i regeringen. Den 8 november 2006 avgick Donald Rumsfeld från posten som försvarsminister efter republikanernas förlust i samma års kongressval.
Human Rights Watch säger i en rapport i juli 2011 att USA borde inleda en rättslig utredning om huruvida Donald Rumsfeld gjort sig skyldig till krigsbrott. Enligt rapporten finns övertygande bevis för att Rumsfeld liksom George W. Bush, Dick Cheney och chefen för CIA, George Tenet, alla bar ansvar för att misstänkta terrorister har utsatts för tortyr. I en intervju 2011 försvarade Rumsfeld tortyren av fångar i Guantánamobasen på Kuba men hävdade trots det att vissa fall av vad som kallades enhanced interrogation, bland annat den sexuella förnedringen av Mohammed al-Qahtani, hade skett utan hans tillåtelse.
Den 30 juni 2021 meddelade hans familj att han hade gått bort dagen före i Taos, New Mexico.